# 7 Sekunden
7 Sekunden (Originaltitel: 7 Seconds) ist ein Actionfilm aus dem Jahr 2005 mit Wesley Snipes in der Hauptrolle. Der Film wurde direkt für den DVD-Markt produziert.

## Handlung
In Bukarest raubt der US-amerikanische Ex-Delta-Force-Soldat Jack Tuliver mit seiner Bande gleichzeitig drei Geldtransporter der Firma Vanderbrink aus. Anschließend überfallen die Verbrecher gleich noch das Zentraldepot von Vanderbrink. Dort bringen sie neben Säcken voller Geld auch einen versperrten Metallkoffer in ihren Besitz.
Bei der anschließenden Flucht kommt ihnen eine fremde Gang in die Quere und tötet fast alle Freunde von Tuliver. Jack kann mit dem geheimnisvollen Koffer entkommen. Als er in der Nähe eines Cafés beinah von der inzwischen alarmierten Polizei gestellt wird, nimmt er die zufällig anwesende und auf einem nahen NATO-Stützpunkt stationierte britische Militärpolizistin Kelly Anders als Geisel.
Kurz darauf wird sie von Jack freigelassen. Sie bleiben jedoch über ihr Handy, welches Tuliver Anders entwendet hat, in Kontakt. Zusammen mit Anders macht Tuliver sich auf die Suche nach den Hintermännern. Bald stellt sich heraus, dass sich in dem Koffer ein bislang unbekanntes und wertvolles Van-Gogh-Gemälde – Die Lilien auf dem Feld – befinden soll.

## Kritiken
„Der Rest von 7 Sekunden ist gekennzeichnet durch einige echt aufregende Gewaltdarstellungen. […] Zwischen der Action wirkt alles äußerst routinemäßig, was durch ein nachlässig geschriebenes Drehbuch verschlimmert wird.“

„Wer sich an typischen DTD-B-Movie Fehlern/Klischees/Unlogik nicht abschrecken lässt bekommt endlich mal wieder eine gesunde Portion Action geboten.“

„Aktionsreicher B-Gangsterfilm, dem zum Ende hin (inhaltliche) Puste und Geld ausgehen.“

## Trivia
- Der Filmtitel bezieht sich auf die Zeitzünder aus der Anfangssequenz des Films, die auf 00:07 (7 Sekunden) eingestellt sind.
- Pete Lee-Wilson spielt in Wesley Snipes Film Blade II ebenfalls mit.